# Крашеньова (Бердюзький район)
Крашеньо́ва (рос. Крашенёва) — присілок у складі Бердюзького району Тюменської області, Росія.
Населення — 89 осіб (2010, 115 у 2002).
Національний склад станом на 2002 рік:
- росіяни — 90 %